# Кривохвосты
Кривохвосты, или ножебрюшки (лат. Centriscus), — род лучепёрых рыб из семейства кривохвостковых (Centriscidae). Распространены в тропических и субтропических водах Индо-Тихоокеанской области. Максимальная длина тела 30 см.

## Описание
Тело очень сильно сжато с боков, с острым вентральным краем; дорсальный профиль тела прямой; почти полностью покрыто тонкими, прозрачными костными пластинками. Швы между пластинками с гладкими или зазубренными краями. Рыло удлинённое; трубкообразное; рот маленький, беззубый. Межглазничное пространство выпуклое или с продольной бороздкой, которая идёт до затылка. На самом конце тела расположена длинная, цельная, острая колючка, за которой следуют две короткие колючки. Первая колючка срослась с костной пластинкой, без подвижного окончания. Мягкий спинной  и хвостовой плавники расположены в задней части тела и смещены на вентральную сторону. Тело серебристое, вдоль тела до основания спинной колючки проходит выраженная тёмная полоса.
Максимальная длина тела 30 см.

## Классификация
В состав рода включают 2 вида :
- Centriscus cristatus (De Vis, 1885)
- Centriscus scutatus Linnaeus, 1758 — Кривохвост, или ножебрюшка[1]